# Puchar Azji Wschodniej w piłce nożnej
Puchar Azji Wschodniej to piłkarski turniej krajów i terytoriów Azji Wschodniej, organizowany przez East Asian Football Federation (EAFF).
Chiny, Korea Południowa i Japonia automatycznie kwalifikują się do finałowego turnieju, natomiast pozostałe drużyny, tj. Chińskie Tajpej, Korea Północna, Guam, Hongkong, Mongolia, Makau, Australia i Mariany Północne muszą brać udział w turnieju eliminacyjnym.

## Turnieje
| Rok            | Gospodarz          |                  | Zwycięzca        | 2 miejsce        |                  | 3 miejsce | 4 miejsce |
| 2003 Szczegóły | · Japonia          | Korea Południowa | Japonia          | Chiny            | Hongkong         |           |           |
| 2005 Szczegóły | · Korea Południowa | Chiny            | Japonia          | Korea Północna   | Korea Południowa |           |           |
| 2008 Szczegóły | · Chiny            | Korea Południowa | Japonia          | Chiny            | Korea Północna   |           |           |
| 2010 Szczegóły | · Japonia          | Chiny            | Korea Południowa | Japonia          | Hongkong         |           |           |
| 2013 Szczegóły | · Korea Południowa | Japonia          | Chiny            | Korea Południowa | Australia        |           |           |
| 2015 Szczegóły | · Chiny            | Korea Południowa | Chiny            | Korea Północna   | Japonia          |           |           |
| 2017 Szczegóły | · Japonia          | Korea Południowa | Japonia          | Chiny            | Korea Północna   |           |           |
| 2019 Szczegóły | · Korea Południowa | Korea Południowa | Japonia          | Chiny            | Hongkong         |           |           |
| 2022 Szczegóły | · Japonia          | Japonia          | Korea Południowa | Chiny            | Hongkong         |           |           |